# 緊急需給調整
緊急需給調整とは、農作物が大豊作などで市場における卸売価格の著しい下落が見込まれる場合、一時的に出荷を見合わせたり一定量を破棄するよう農家に協力を求めたりする施策をいう。
特にキャベツ、ダイコン、ハクサイなどで行われる。